# Kloster La Charité (Franche-Comté)
Das Kloster La Charité (Caritas) in der ehemaligen Region Franche-Comté (der Freigrafschaft) ist eine ehemalige Zisterzienserabtei in der Gemeinde Neuvelle-lès-la-Charité im Département Haute-Saône, Region Franche-Comté, in Frankreich, etwa 23 km südwestlich der Stadt Vesoul, im Tal der Romaine. Es darf nicht mit dem erst 1432 gegründeten Kloster La Charité (Burgund) bei Lézinnes im Département Yonne, einer Tochter von Kloster Clairvaux, verwechselt werden.

## Geschichte
Das Kloster wurde 1133 von zwölf Mönchen aus dem Kloster Bellevaux besiedelt und gehörte damit der Filiation der Primarabtei Morimond an. Es erhielt Ausstattungen von den Herren von Traves, darunter Salinen in Lons-le-Saunier. Am Ende des 12. Jahrhunderts lockerte sich die Klosterdisziplin und das Generalkapitel des Zisterzienserordens sah sich zum Einschreiten veranlasst. 1477 erfolgte eine Belagerung durch die Truppen Ludwigs XI. 1569 wurde das Kloster beschädigt. 1633 lebten nur noch vier Mönche in ihm. 1791 flohen die Mönche. Das Kloster wurde anschließend niedergebrannt und die Gebäude der Abtei wurden abgebrochen. 1840 wurde an der Stelle des Abtshauses ein Schloss errichtet. Ein Teil der Anlage wurde 1996 als Monument historique klassifiziert.

## Bauten und Anlage
Von der Kirche ist ein zur Kapelle umgebautes Joch mit einigen Abtsgrabsteinen aus dem 17. und 18. Jahrhundert übriggeblieben. Verschiedene Ausstattungsgegenstände der Kirche befinden sich in Dijon und Besançon. Dort steht auch noch die Klosterniederlassung aus dem Jahr 1560 (rue Battant 18).